# 比爾斯敦 (阿肯色州)
比爾斯敦（英語：Billstown）是位於美國阿肯色州派克縣的一個非建制地區。該地的面積和人口皆未知。

## 地理
比爾斯敦的座標為33°58′51″N 93°34′16″W / 33.98083°N 93.57111°W，而該地的平均海拔高度為101米（即331英尺）。